# Teatro del Lago
Le Teatro del Lago (« Théâtre du Lac ») est une salle de spectacle située sur la rive occidentale du lac Llanquihue à Frutillar, dans la Région des Lacs, au Chili. Il est, avec une surface de plus de 10 000 m², le plus grand espace de concert à avoir été créé au Chili depuis les années 1950.

## Histoire
En 1996, l'entrepreneur Guillermo Schiess a l'idée de construire un nouveau centre culturel pour pouvoir continuer à accueillir les Semaines musicales de Frutillar après l'incendie de l'hôtel Frutillar où elles avaient lieu jusqu'alors. Schiess soumet son projet à la Société culturelle des Semaines Musicales de Frutillar (Corporación Cultural Semanas Musicales de Frutillar), qui accepte cette proposition.
Après la mort de Guillermo Schiess en 1998, la direction du projet est reprise par sa fille Nicola Schiess et son mari Uli Bader. La conception architecturale est confiée aux architectes Gerardo Köster et Gustavo Greene, qui selon les instructions de Schiess élaborent les plans d'un théâtre capable de recevoir des orchestres symphoniques. La construction débute le 27 janvier 1998, grâce à un financement privé. Les travaux souffrent de retards, principalement en raison de la crise financière asiatique et le projet original est modifié afin de pouvoir convenir également à la représentation d'opéras.
En juillet 2008 le cabinet d'architectes Amercanda se joint au projet, avec comme objectif d'améliorer l'isolation thermique et acoustique, sur le conseil des ingénieurs acousticiens de la société Müller-BBM. L'éclairage extérieur du bâtiment est confié à l'entreprise Limarí Lightning Design et la conception de l'éclairage de scène est réalisée par la société américaine Clifton Taylor.

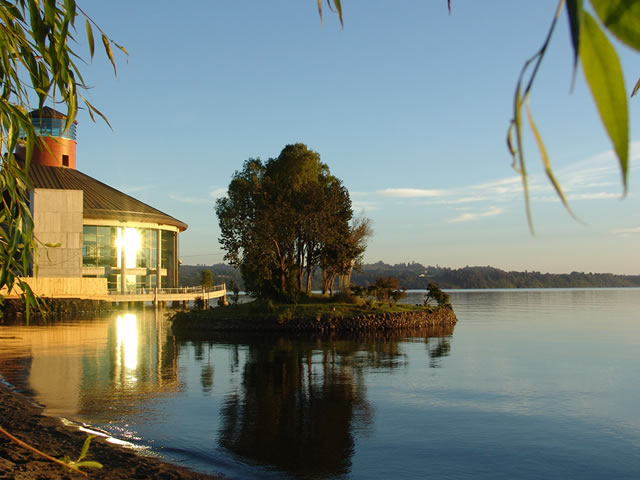
Vue du Teatro del Lago depuis son côté sud, le 17 octobre 2010, peu avant l'inauguration officielle de l'édifice.

Le théâtre a été inauguré le 6 novembre 2010 au terme de 12 ans de travaux, pour un investissement d'environ 20 000 000 de dollars américains.

## Architecture
La façade du bâtiment rappelle celle des entrepôts revêtus de bardeaux construits par les immigrants allemands, typique de la région. On a utilisé des lattes de bois de couleurs différentes pour rappeler de façon moderne le vieillissement de ces hangars.
À l'intérieur, l'édifice comprend un grand auditorium, l'espace Tronador-salle Nestlé (Espacio Tronador-Sala Nestlé) qui peut accueillir 1 178 spectateurs (répartis sur un plateau et deux galeries) avec une fosse d'orchestre pour 100 musiciens. Les murs de cette salle principale sont garnis d'environ 800 panneaux en bois lamellé. Il y a également un amphithéâtre de 270 places et quatre salles polyvalentes,.

## Rôle artistique et éducatif
Une école d'art (Escuala de las Artes) est associée au Teatro del lago  dans la Casa Richter, une demeure patrimoniale de 1895. La section musicale comprend notamment des classes de violon et de guitare classique. Le Teatro del Lago finance également un orchestre académique de jeunes musiciens, ainsi qu'un ensemble de musique de chambre résident (Ensamble Residente) avec piano, violon, flûte et violoncelle.

## Galerie

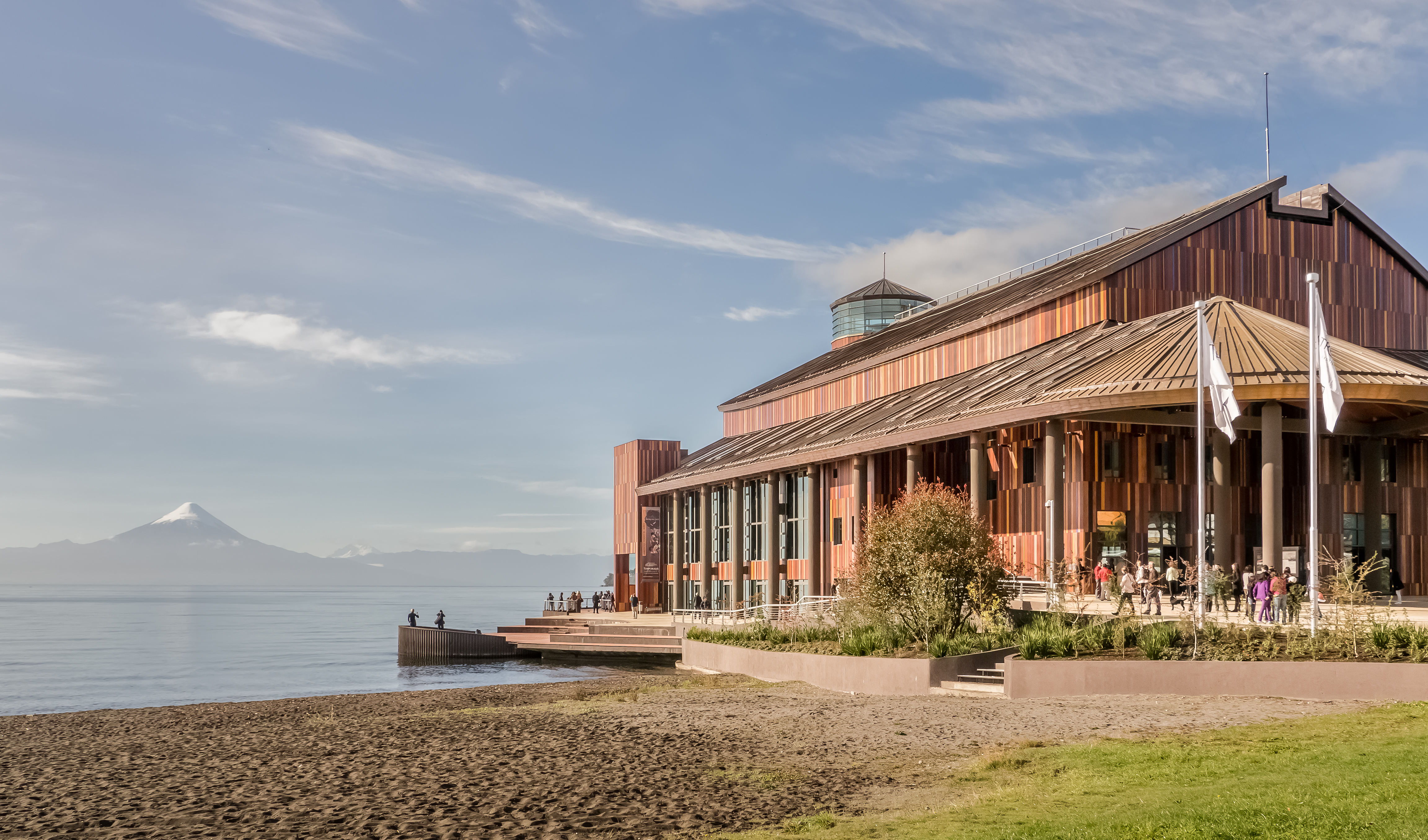
Le Teatro del Lago, avec en arrière-plan le lac Llanquihue et le volcan Osorno en mai 2011.
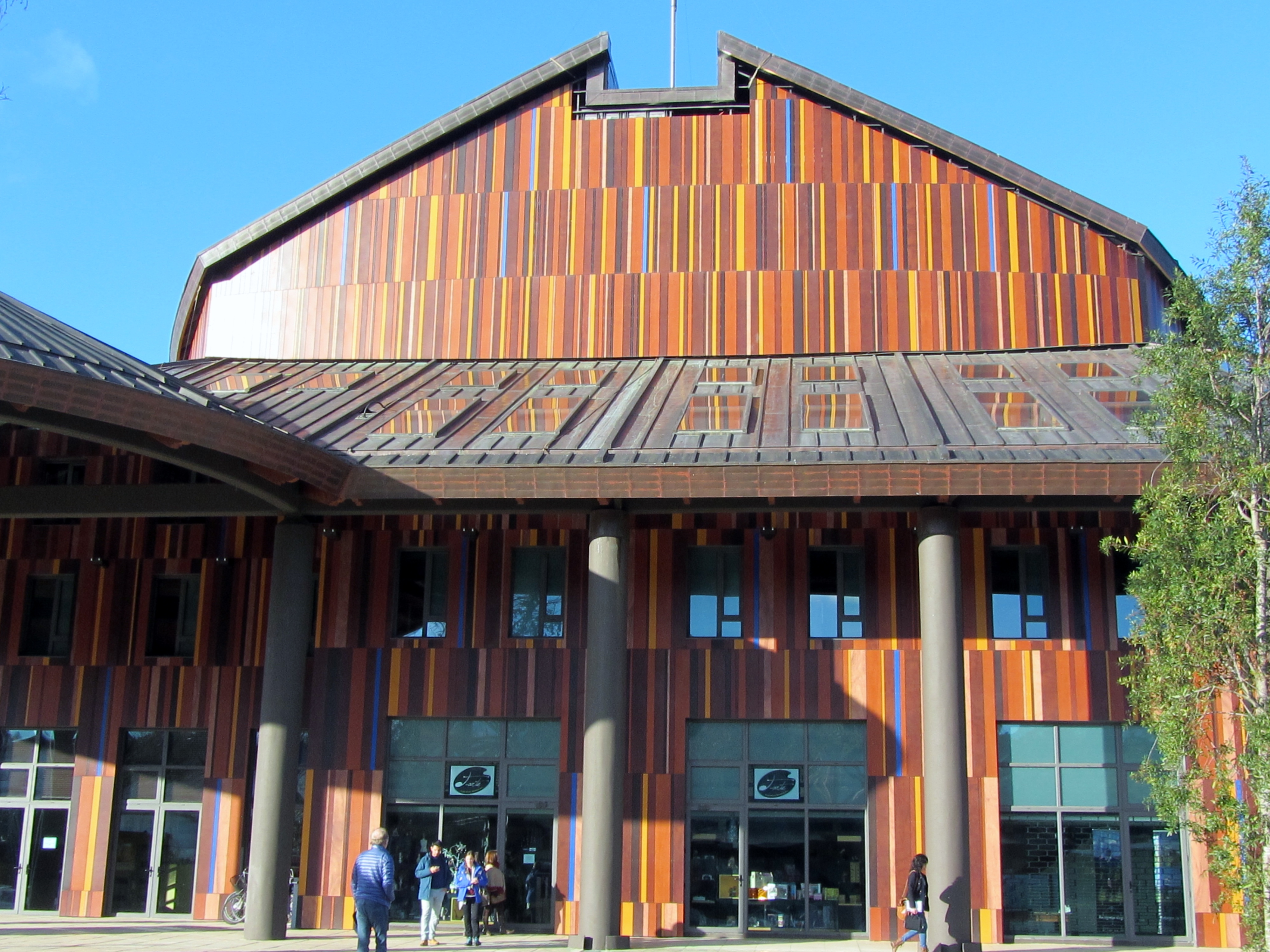
L'entrée du théâtre en juillet 2016.
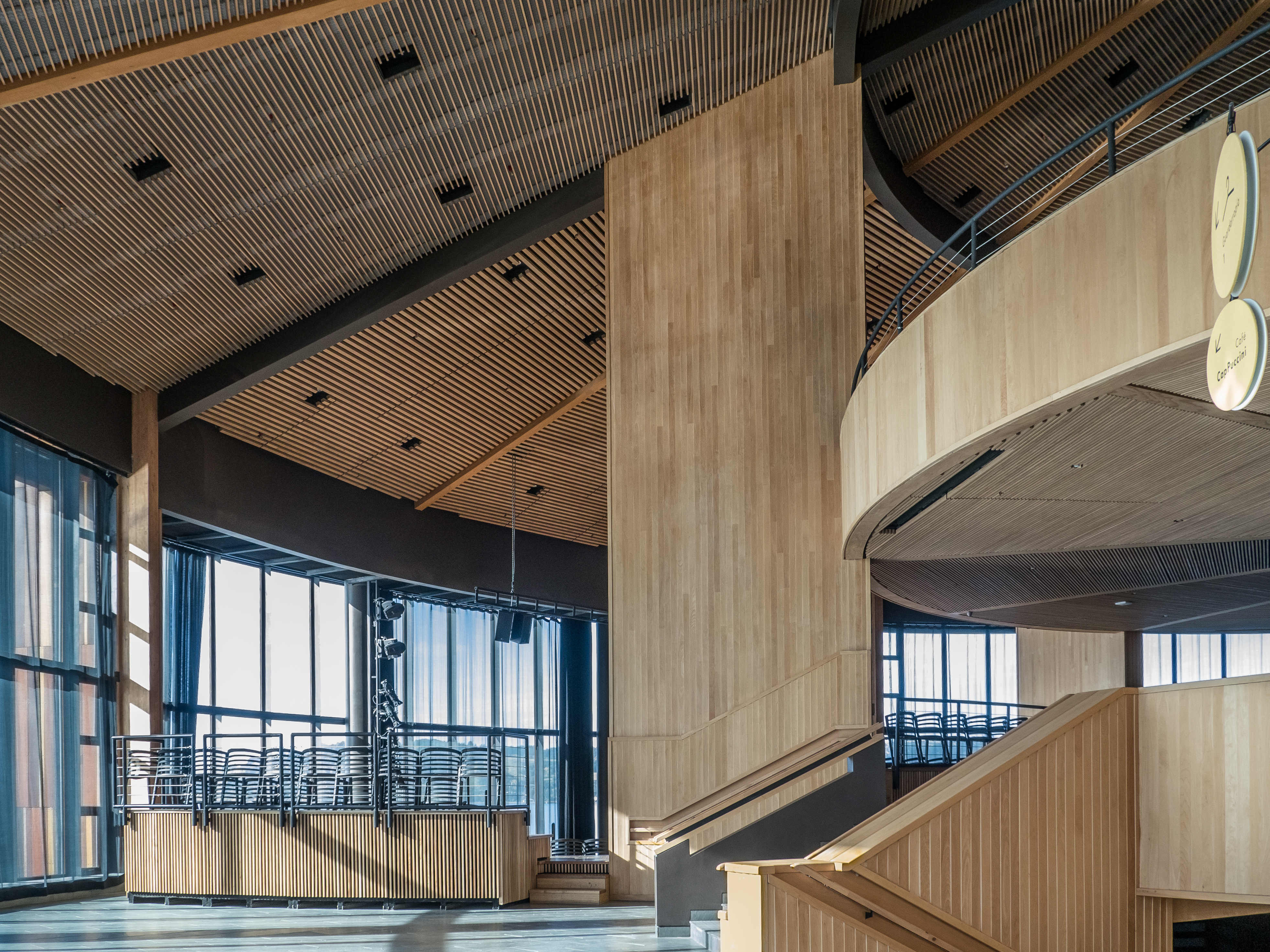
La charpente du théâtre.
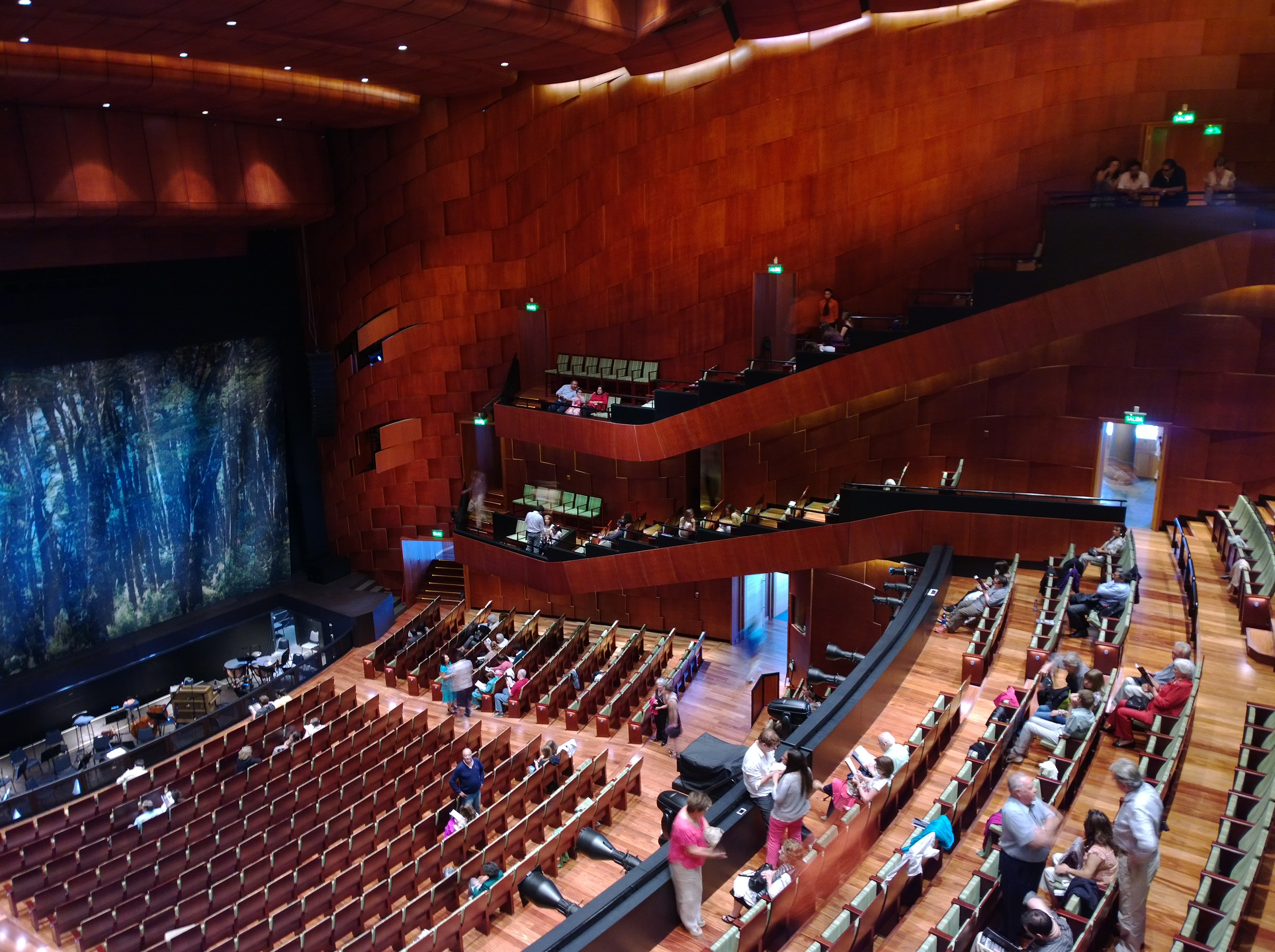
Le grand auditorium Tronador.
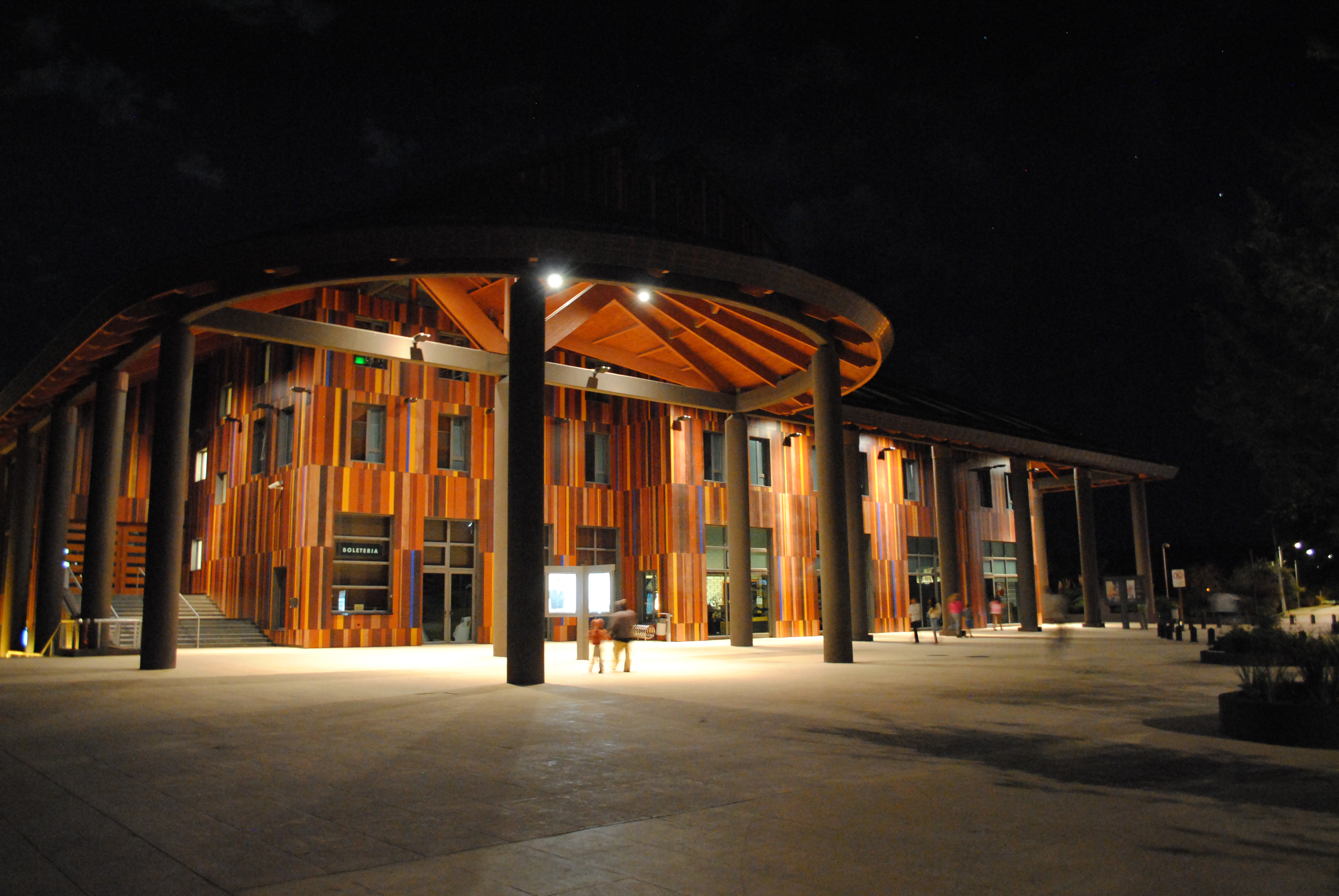
Le théâtre de nuit.